# Matti Tapio
Matti Tapio (27 de septiembre de 1926 – 12 de diciembre de 1978) fue un director y actor teatral y televisivo finlandés.  

## Biografía
Su nombre completo era Matti Tapio Johansson, y nació en Helsinki, Finlandia.
Tapio fue director del Teatro Oulun kaupunginteatteri, en Oulu, entre 1957 y 1959.
Su trabajo más famoso como director televisivo fue la serie documental emitida por Yle TV2 Sodan ja rauhan miehet, finalizada en 1978, que describía la política exterior de Finlandia desde finales de los años 1930 hasta el comienzo de la Guerra de continuación. La serie, escrita por Matti Tapio, provocó en su momento un intenso debate.
Otras producciones televisivas dirigidas por Tapio fueron Hilma (1969), el documental Elän tätä päivää – lähikuva näyttelijä Tauno Palosta (1973), la serie Oi kallis kaupunki (1975), así como el drama Kaksi ruplan rahaa (1976).  
Tapio fue también actor, trabajando por ejemplo en el telefilm Manillaköysi (1976) y en la película de Matti Kassila Vodkaa, komisario Palmu (1969). 
Matti Tapio falleció en Tampere, Finlandia, en el año 1978. Estuvo casado con la actriz Irma Tanskanen.